# ジャジューカ
『ジャジューカ』（原題：Brian Jones Presents the Pipes Of Pan At Joujouka）は、ローリング・ストーンズの元メンバーであるブライアン・ジョーンズが在籍中の1968年に制作したアルバム。彼の死後、1971年に発表された。

## 解説
ジョーンズは1968年7月29日にモロッコのジャジューカでThe Master Musicians of Joujoukaの演奏を録音し、スタジオ処理を加えて本作を完成した。
1995年にはCDで再発された。

## 収録曲
1. 55 - 55 ("Hamsa oua Hamsine)
2. 戦いの時 - War Song/Standing + "One Half (Kaim Oua Nos)"
3. テイク・ミー・ウィズ・ユー - Take Me with You Darling, Take Me with You (Dinimaak A Habibi Dinimaak)
4. 幻惑の瞳 - Your Eyes Are Like a Cup of Tea (Al Yunic Sharbouni Ate)
5. コーリング・アウト - I Am Calling Out (L'Afta)
6. 幻惑の時 (ウィズ・フルート)  - Your Eyes Are Like a Cup of Tea